# Papineau-Cameron
Papineau-Cameron est un canton du nord-est de l'Ontario, au Canada, plus précisément dans le district de Nipissing. Le canton est situé sur la rive sud des rivières Mattawa et des Outaouais, et est traversé par la route 17. Il comprend toute la région au sud, à l'ouest et à l'est de Mattawa.

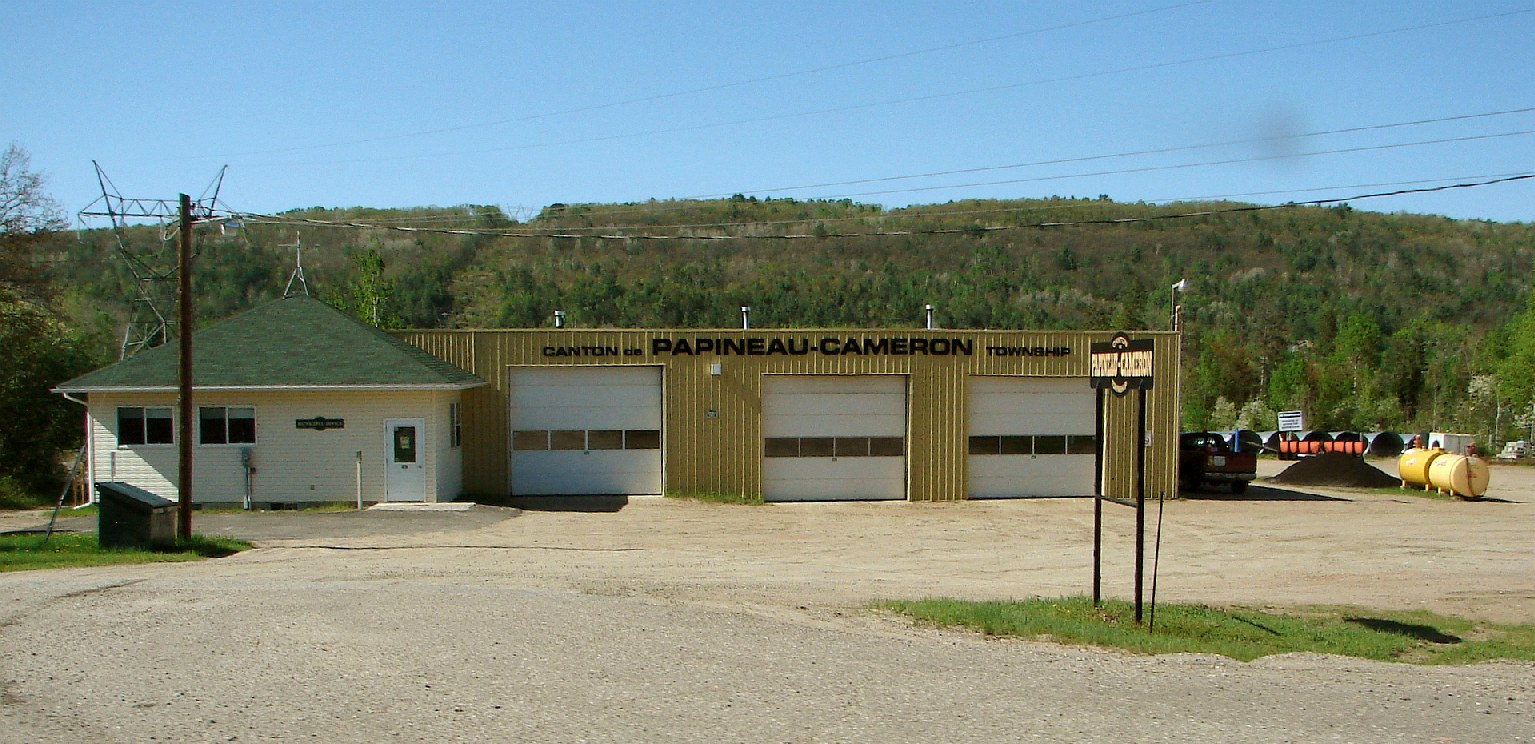
Édifice municipal de Papineau-Cameron.

## Localités
Le canton comprend les communautés de Klock, Morel et Rankin.